# Viva Mars Vegas
Viva Mars Vegas je 2. díl 7. řady amerického animovaného seriálu Futurama. Ve Spojených státech měl premiéru 22. srpna 2012 na stanici Comedy Central a v Česku byl poprvé vysílán 5. září 2013 na Prima Cool.

## Děj
Amy navrhne, že se vydají za jejími rodiči do Mars Vegas na Marsu. Kvůli Zoidbergově přístupu k penězům jej však raději nechají doma. Do jeho kontejneru, kde bydlí, odhodí robomafiáni pytel plný peněz. Zatímco zbytek posádky Planet Expressu je na prohlídce kasina na Marsu, přijede za nimi také Zoidberg. Tomu se však podaří všechny své peníze v kasinu prohrát a u něho v popelnici na něj čekají robomafiáni, kteří se dožadují vrácení svých peněz. Profesor Farnsworth na Fryovi zkouší svůj paprsek, který zprůsvitňuje inkoust, čímž také zachrání Zoidberga před robomafií. Robomafie tak zabaví Wongovým celé kasino a vezme jej pod svou kontrolu. Amy díky Zoidbergově neviditelnosti přijde s plánem, jak všechno napravit, získat peníze a vrátit kasino Wongovým. V době, kdy se otevírá trezor s penězi tam Zoidberg vejde a peníze sní. A aby zamaskovali jeho pach, převezmou práci výměny starých krevet v bufetu za čerstvé. Plán zatím vychází, ale u východu z kasina na ně čeká hlídač, který je odhalil.

## Kritika
Alasdair Wilkins z The A. V. Club ohodnotil díl známkou B a uvedl, že „několik předchozích dílů bylo lepších“.
Premiérové vysílání dílu sledovalo 1,071 milionu diváků. Jednalo se o nejlépe hodnocený pořad vysílaný toho večera na Comedy Central.